# Eclipse lunar de 26 de junho de 2010

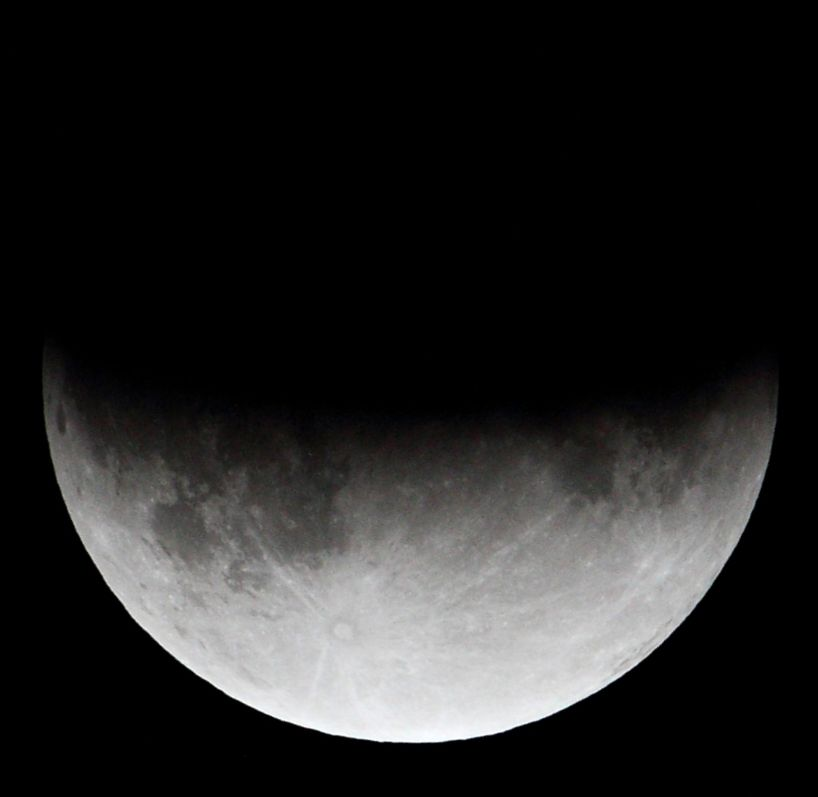
Meio do eclipse visto de Canberra, Austrália - 11:31 UTC

O eclipse lunar parcial ocorreu em 26 de junho de 2010, e foi o primeiro do ano. Foi visto do Pacífico e Austrália. O início da fase parcial foi visível do oeste da América do Norte e América do Sul, e no final do Japão e Ásia Oriental.